# واپانوو
واپانوو (به لاتین: Łapanów) یک روستا در لهستان است که در گمینا واپانوو واقع شده‌است.